# Pching-ting-šan
Pching-ting-šan (čínsky pchin-jinem Píngdǐngshān) je městská prefektura v Čínské lidové republice. Patří k provincii Che-nan.
Celá prefektura má rozlohu 7 910 čtverečních kilometrů a roku 2020 v ní žilo necelých pět miliónů obyvatel.

## Poloha
Pching-ting-šan leží ve střední části provincii Che-nan, hraničí na severu s Čeng-čou, hlavním městem provincie, na východě se Sü-čchangem a s Luo-che, na jihovýchodě s Ču-ma-tienem, na jihu s Nan-jangem a na západě s Luo-jangem.

## Správní členění
Městská prefektura Pching-ting-šan se člení na deset celků okresní úrovně, a sice čtyři městské obvody, dva městské okresy a čtyři okresy.
| Sin-chua Wej-tung Š’-lung Čan-che okres · Pao-feng okres · Jie okres · Lu-šan okres · Ťia městský okres · Wu-kang městský okres · Žu-čou |        |                       |             |                                         |
| Název | Název  | Počet obyvatel (2020) | Rozloha km² | Hustota zalidnění (obyv. na km²) (2020) |
| český přepis | znaky  | Počet obyvatel (2020) | Rozloha km² | Hustota zalidnění (obyv. na km²) (2020) |
| Městské obvody |        |                       |             |                                         |
| Sin-chua | 新华区 | 465 152               | 199         | 2 339                                   |
| Wej-tung | 卫东区 | 336 100               | 104         | 3 226                                   |
| Š’-lung | 石龙区 | 42 066                | 35          | 1 208                                   |
| Čan-che | 湛河区 | 345 928               | 117         | 2 964                                   |
| Městský okres |        |                       |             |                                         |
| Wu-kang | 舞钢市 | 294 839               | 629         | 469                                     |
| Žu-čou | 汝州市 | 974 541               | 1 572       | 620                                     |
| Okresy |        |                       |             |                                         |
| Pao-feng | 宝丰县 | 498 157               | 729         | 683                                     |
| Jie | 叶县   | 735 500               | 1 390       | 529                                     |
| Lu-šan | 鲁山县 | 788 472               | 2 409       | 327                                     |
| Ťia | 郏县   | 506 377               | 726         | 698                                     |
| |        |                       |             |                                         |
| Celkem | Celkem | 4 987 137             | 7 910       | 631                                     |

## Partnerská města
- Syzraň, Rusko